# Tutto accade
Tutto accade è il settimo album in studio della cantante italiana Alessandra Amoroso, pubblicato il 22 ottobre 2021 dalla Columbia Records.

## Descrizione
Il disco ha visto la cantante collaborare nella stesura e composizione dei brani assieme a numerosi artisti, tra cui Dardust, Davide Simonetta,Daniele Magro (cantautore),Tropico, Roberto Casalino, Federica Abbate, Giordana Angi, Rocco Hunt e Takagi & Ketra. Intervistata da Radio Italia, la cantante racconta:

## Promozione
Come prima anticipazione all'album Amoroso ha reso disponibile i primi due singoli Piuma e Sorriso grande, resi disponibili rispettivamente il 7 e 8 aprile 2021. Sorriso grande, oltre ad esordire nella Top Singoli ed essere stato certificato disco di platino dalla FIMI, è stato scelto da Sky Italia come jingle per il campionato europeo di calcio del 2021. Un terzo singolo, Tutte le volte, è stato distribuito il 3 settembre dello stesso anno insieme al relativo video. Il quarto estratto, Canzone inutile, è invece uscito il 12 novembre.
Durante il 2022 Amoroso ha pubblicato due singoli inediti, inclusi nella riedizione digitale e streaming di Tutto accade. Il primo è Camera 209, uscito il 16 maggio e presentato dal vivo il 21 dello stesso mese a Radio Italia Live - Il concerto come parte di un medley comprensivo anche di Sorriso grande e Canzone inutile; il secondo, Notti blu, è stato presentato l'11 novembre 2022. Nello stesso anno la cantante ha inoltre tenuto uno speciale concerto evento presso lo Stadio Giuseppe Meazza di Milano, durante il quale ha presentato l'album dal vivo.

## Accoglienza
Andrea Conti de Il Fatto Quotidiano ha descritto Tutto accade come «pieno di nuove consapevolezze. La cantante [...] ha lasciato alle spalle il suo passato per tornare con una nuova sé». Conti lo definisce coerente con la discografia della cantante: «teso alla ricerca di parole che rappresentino in maniera onesta e semplice chi è veramente». Fabio Fiume di All Music Italia è rimasto piacevolmente colpito dal cambio di produzione dell'album rispetto al precedenti:« I ritmi sono tenuti più tenui. Si cavalcano meno le mode e le sperimentazioni, lasciandole solo ad un paio di occasioni».
Silvia Gianatti di Vanity Fair commenta l'album definendolo «un disco che guarda dentro, che parla delle cose importanti, che fa guardare ad Alessandra il mondo con occhi nuovi; [...] Tutto accade è il suo diventare grande, scoprendo che l'amore più importante è quello per se stessa» oltre che a «un mix di passato e futuro, allegria e introspezione, ricerca di sé e amore», elogiando la produzione e le collaborazioni per la stesura dei brani.

## Tracce
1. Sorriso grande – 3:29 (testo: Davide Petrella – musica: Dario Faini)
2. AleAleAle – 3:18 (Paolo Antonacci, Dario Faini)
3. Canzone inutile – 3:54 (Alessandro Merli, Fabio Clemente, Federica Abbate, Cheope, Rocco Pagliarulo)
4. Piuma – 3:49 (Davide Petrella, Francesco Catitti, Alessandra Amoroso)
5. Il bisogno che ho di te – 3:21 (Paolo Antonacci, Dario Faini)
6. Un senso ed un compenso – 3:23 (Roberto Casalino, Davide Simonetta)
7. Che sapore ha – 3:20 (Federico Zampaglione)
8. Ti vedo da fuori – 3:16 (Federica Camba, Daniele Coro, Virginio Simonelli)
9. Un'impressione – 3:21 (Roberto Casalino, Davide Simonetta)
10. Tutte le volte – 2:57 (Davide Petrella, Francesco Catitti)
11. Una strada per l'allegria – 3:13 (Daniele Magro (cantautore))
12. Il nostro tempo – 3:33 (Giordana Angi, Antonio Iammarino)
13. Tutte le cose che io so – 3:35 (Federica Abbate, Fabio Gargiulo, Cheope, Alessandra Amoroso)
14. Tutto accade – 3:06 (Alessandro Merli, Fabio Clemente, Federica Abbate, Cheope, Dario Faini)

Tracce bonus nella riedizione streaming
1. Camera 209 (feat. DB Boulevard) – 2:58 (testo: Davide Petrella, Monica Bragato – musica: Zef, Laurent Brancowitz, Thomas Croquet, Frédéric Moulin, Thomas Mars, Deck D'Arcy)
2. Notti blu – 3:34 (Davide Petrella, Zef)

## Classifiche

### Classifiche settimanali
| Classifica (2021) | Posizione massima |
| ----------------- | ----------------- |
| Italia            | 2                 |
| Svizzera          | 55                |

### Classifiche di fine anno
| Classifica (2021) | Posizione |
| ----------------- | --------- |
| Italia            | 55        |